# Seznam avstrijskih astronomov
Seznam avstrijskih astronomov.

## B
- Leo Anton Karl de Ball
- Wilhelm von Biela
- Leo Brenner

## G
- Thomas Gold

## H
- Josef Phillip Herr

## J
- Karl Jelinek (1822 – 1876) (češko-avstrijski)

## K
- Lisa Kaltenegger (1977 – )
- Rudolf König

## L
- Joseph Johann von Littrow (1781 – 1840)
- Karl Ludwig von Littrow (1811 – 1877)

## N
- Otto Eduard Neugebauer (1899 – 1990)

## O
- Samuel Oppenheim (1857 – 1928)
- Theodor von Oppolzer (1841 – 1886)

## P
- Johann Palisa
- Georg Aunpekh von Peurbach
- Georg Purbach

## S
- Edwin Ernest Salpeter (avstrijsko-ameriški astrofizik)
- Andreas Stoberl

## W
- Edmund Weiss
- Ladislaus Weinek (1848 – 1913)